# جورج ليكنز

## ميلاده
جورج ليكنز  بلجيكي الجنسية، وهو من مواليد مدينة ميشيلن ببلجيكا في 18 ماي عام 1949، يبلغ من العمر 67 عام

## مسيرته كلاعب
.بدأ «جورج ليكنز» حياته كلاعب كرة قدم ناشئ في عام 1958،ثم لعب في الفريق الأول لكرة القدم لنادي ديسل KFC Dessel Sport عام 1969.
وانتقل جورج ليكنز في عام 1970 إلى نادي كروسينج ولعب فيه حتى عام 1972، وانتقل في عام 1972 إلى بروج البلجيكى ولعب فيه حوالي 10 سنوات.
وفي عام 1975 تم ضمه لقائمة المنتخب البلجيكي وكان في قائمته حتى عام 1978، وانتقل بعدها في عام 1981 إلى نادي سينت نيكلاس ولعب فيه في عام 1981 حتى 1984.

## اعتزاله
وانتهى من حياته كلاعب في عام 1984، وبدأ حياته كمدرب لكرة القدم ودرب العديد من الفرق منها نادي بروج لمدة 3 أعوام.

## مسيرته كمدرب
وأحرز«ليكنز» لقب كأس بلجيكا مع سيركل بروج عام 1985 وتوج بثنائية الدوري والكأس مع فريق كلوب بروج موسم 1990-1991 واختير أفضل مدرب في ذلك العام.

## ليكنز ومنتخب بلجيكا
درب «ليكنز» منتخب بلجيكا لمدة 3 أعوام، وخلال فترة تدريبه للمنتخب البلجيكي، صعد المنتخب إلى نهائيات كأس العالم عام 1998 بعد أن تغلب على منتخب ايرلندا في التصفيات المؤهلة لكأس العالم.
وفي نهائيات كأس العالم عام 1998، حصل المنتخب البلجيكي على المركز الثالث في مرحلة المجموعات، ما أدى إلى إقالة جورج ليكنز من تدريب المنتخب.

## ما بعد المنتخب البلجيكي
تولى تدريب المنتخب الجزائري في عام 2003 لمدة 6 أشهر فقط.
تولى ليكنز تدريب عدة فرق أخرى حتى تولى تدريب نادي الهلال السعودي في عام 2009، وتمت إقالته في نفس العام وذلك بعد هزيمة الفريق أمام الشباب في بطولة كأس خادم الحرمين الشريفين للأبطال بنتيجة 3-0.
بعد إقالته من تدريب نادي الهلال السعودي عاد ليتولى تدريب المنتخب البلجيكى في الفترة من عام 2010 :عام 2012.
وفي مارس 2014 تولى ليكنز تدريب منتخب تونس، حيث حقق  العديد من النتائج الجيدة حتى تم فسخ العقد في جوان 2015.
بعد إقالته من تدريب نسور قرطاج، تم ترشيحه لتدريب المنتخب المصري، قبل التعاقد مع الأرجنتيني هيكتور كوبر، كما سبق وتم ترشيحه لتدريب نادي الاهلي المصري إلا أن التعاقد مع الأسباني خوان كارلوس جاريدو حال بين ذلك.
جورج ليكنز (ولد في 18 مايو، 1949م) هو مدرب كرة قدم في المنتخب الجزائري، ولاعب سابق.
درب منتخب بلجيكا و قاده إلى نهائيات كأس العالم 1998م بعد تغلبه في ملحق التصفيات على منتخب جمهورية إيرلندا. اختير كمدرب للمنتخب الوطني بعد العمل الرائع مع نادي نادي موسكرون في الدوري البلجيكي. أقيل بعد ذلك من منصبه إثر حصول المنتخب على المركز الثالث في مرحلة المجموعات من النهائيات وفي يوم 26/2/2015 أعلن الاتحاد التونسي لكرة القدم عن التعاقد معه لتدريب المنتخب التونسي وسيتقاضى 65 الف دولار شهريا

## منتخب الجزائر
- تم تعين جورج ليكنز مدرباً لمنتخب الجزائر لكرة القدم.[5]

## روابط خارجية
- جورج ليكنز على موقع الاتحاد البلجيكي (الإنجليزية)
- جورج ليكنز على موقع قاعدة بيانات كرة القدم.إي يو (الإنجليزية)
- جورج ليكنز على موقع ناشيونال فوتبول تيمز (الإنجليزية)
- جورج ليكنز على موقع عالم كرة القدم.نت (الإنجليزية)